# Rostislaw (Schiff, 1900)
Die Rostislaw (russisch Ростислав) war das siebte von acht Schlachtschiffen (Einheitslinienschiffen) der Kaiserlich Russischen Marine, das im Rahmen des 20-Jahres-Programms für die Aufstellung der Schwarzmeerflotte gebaut wurde. Es war als kleineres Schiff mit starker Artilleriebewaffnung, geringer Verdrängung und guter Seetüchtigkeit für den Einsatz in Küstenbereichen des Schwarzen Meeres konzipiert.

## Geschichte und Konstruktion

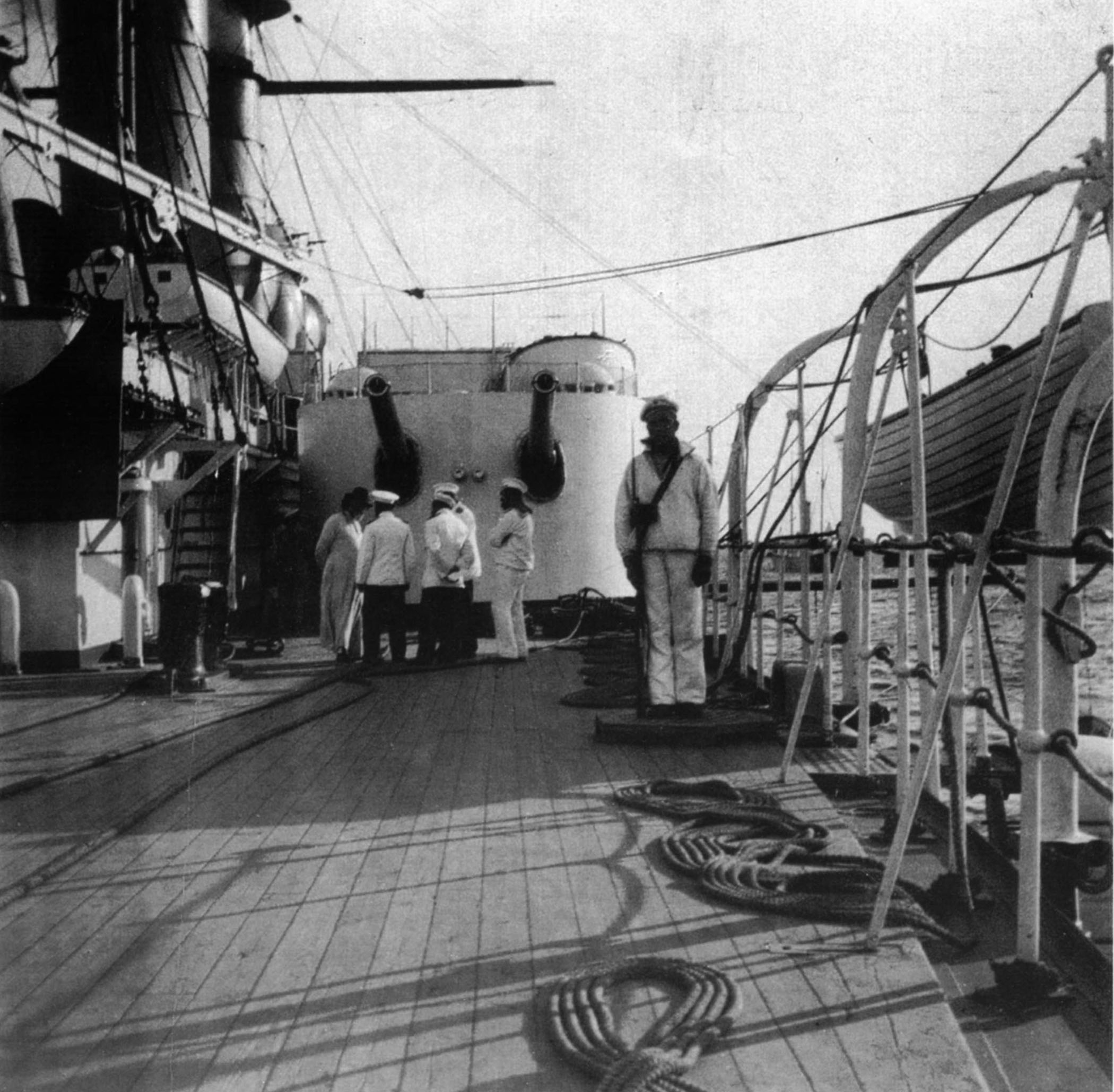
Sekundärbewaffnung der Rostislaw

Die taktisch-technische Aufgabenstellung wurde vom Marineministerium unter Admiral N. M. Tschichatschow an den Oberbefehlshaber Flotte des Schwarzen und Kaspischen Meeres und der Schwarzmeerhäfen, Vizeadmiral N. W. Kopytow, übergeben. In ihr wurde vorgeschlagen, vier bis fünf kleinere, aber ausreichend bewaffnete Schiffe mit einer summarischen Wasserverdrängung von nicht mehr als 24.000 Tonnen zu entwickeln. Vom Chefingenieur des Seekriegshafens von Nikolajew, S. K. Ratnik, wurde die vorgeschlagene Größe als nicht mehr zeitgemäß bewertet. Stattdessen schlug er vier Entwürfe mit einer Verdrängung von 4.750 bis 6.000 t und einer Geschwindigkeit von 16 Knoten vor. Die Hauptbewaffnung in einem Zwillingsturm vergrößerte er vom Kaliber 22,9 cm auf 30,5 cm, die Panzerung wurde verstärkt und zusätzlich der Einbau von zwei 15,2-cm-Schnellfeuerkanonen vorgesehen.
Die Mitglieder der Marinetechnischen Kommission (MTK) verglichen die von Ratnik vorgelegten Entwürfe mit den Entwürfen der Schlachtschiffe Gangut (Гангут) und Sissoi Weliki (Сисой Великий). Ihrer Meinung nach waren in den 6.000-t-Entwürfen alle Elemente eines Schlachtschiffes optimal miteinander verbunden. Der Marineminister Tschichatschow wies den sich gerade in Sankt Petersburg befindlichen neuen Chefingenieur des Seekriegshafens von Nikolajew, A. P. Toropow, der Ratnik abgelöst hatte, an, ein neues Projekt zu erstellen. Die Bewaffnung sollte vollständig in Türmen aufgestellt werden. Panzerung und Geschwindigkeit sollten der moderner Schlachtschiffe entsprechen. Das vorgelegte Projekt sah vier 25,4-cm-Kanonen in zwei Zwillingstürmen, acht 15,2-cm-Kanonen in Einzeltürmen, einen Gürtelpanzer von 356 mm, eine Verdrängung von 7.500 t und eine Geschwindigkeit von 15,2 Knoten vor. Auf Grundlage dieses Projektes gab Tschichatschow eine Variante in Auftrag, bei der anstelle von jeweils zwei 25,4-cm-Kanonen eine 30,5-cm-Kanone je Turm vorgesehen war. Unter Berücksichtigung einer Reserve von 200 t wuchs die Verdrängung auf 7.700 t an. Toropow hatte die Reserve vorgesehen, da die russische 30,5-cm-Kanone größere Abmessungen und Gewichte als die im Projekt ursprünglich vorgesehenen französischen Kanonen hatte. Durch Einbau von Wasserrohrkesseln anstelle der ursprünglich vorgesehenen Flammrohrkessel sollte die Maschinenleistung von 7.000 auf 8.400 PS gesteigert werden, die projektierte Geschwindigkeit wuchs auf 16,2 Knoten an. Generaladmiral Großfürst Alexei Alexandrowitsch Romanow sah es jedoch als günstiger an, auf dem Schlachtschiff 25,4-cm-Kanonen einzusetzen, wie Tschichatschow in seinem Tagebuch anmerkte.
Der Übergang von den einfachen, aber wartungsaufwendigen hydraulischen zu elektrischen Turmschwenkwerken war unbestritten ein fortschrittliches Element des Schiffes, erschwerte aber auf Grund der Neuerungen die Fertigstellung des Schiffes. Die Panzertürme für die 25,4-cm-Kanonen wurden vom Obuchow-Werk hergestellt, während die Panzerung aus Nickelstahl mit einem Gesamtgewicht von 1.227 t von der Bethlehem Iron Company gefertigt wurde.
Für das Schiff war erstmals im russischen Schiffbau der Einsatz von ölgefeuerten Wasserrohrkesseln vorgesehen. Wegen Verzögerungen bei deren Fertigung wurden jedoch konstruktiv veraltete Flammrohrkessel eingebaut.
Am 7. Mai 1894 wurde das Schiff mit dem Namen Rostislaw offiziell in die Flottenliste eingetragen. Das Schiff wurde am 6. Mai 1895 auf Kiel gelegt, der Stapellauf fand am 20. August des Folgejahres statt. Zum Leitenden Ingenieur für den Bau wurde M. K. Jakowlew ernannt, zum Kommandanten der Kapitän 1. Ranges A. M. Spitsky. Bei Indienststellung bestand die Besatzung des Schiffes aus 15 Offizieren und 11 Spezialisten, die den Offizieren gleichgestellt waren, aber keinen militärischen Dienstgrad führten (fünf Maschinenbau-Ingenieure, zwei Ärzte und vier Verwaltungsbeamte), sowie 606 Unteroffizieren und Mannschaften.

## Einsatz

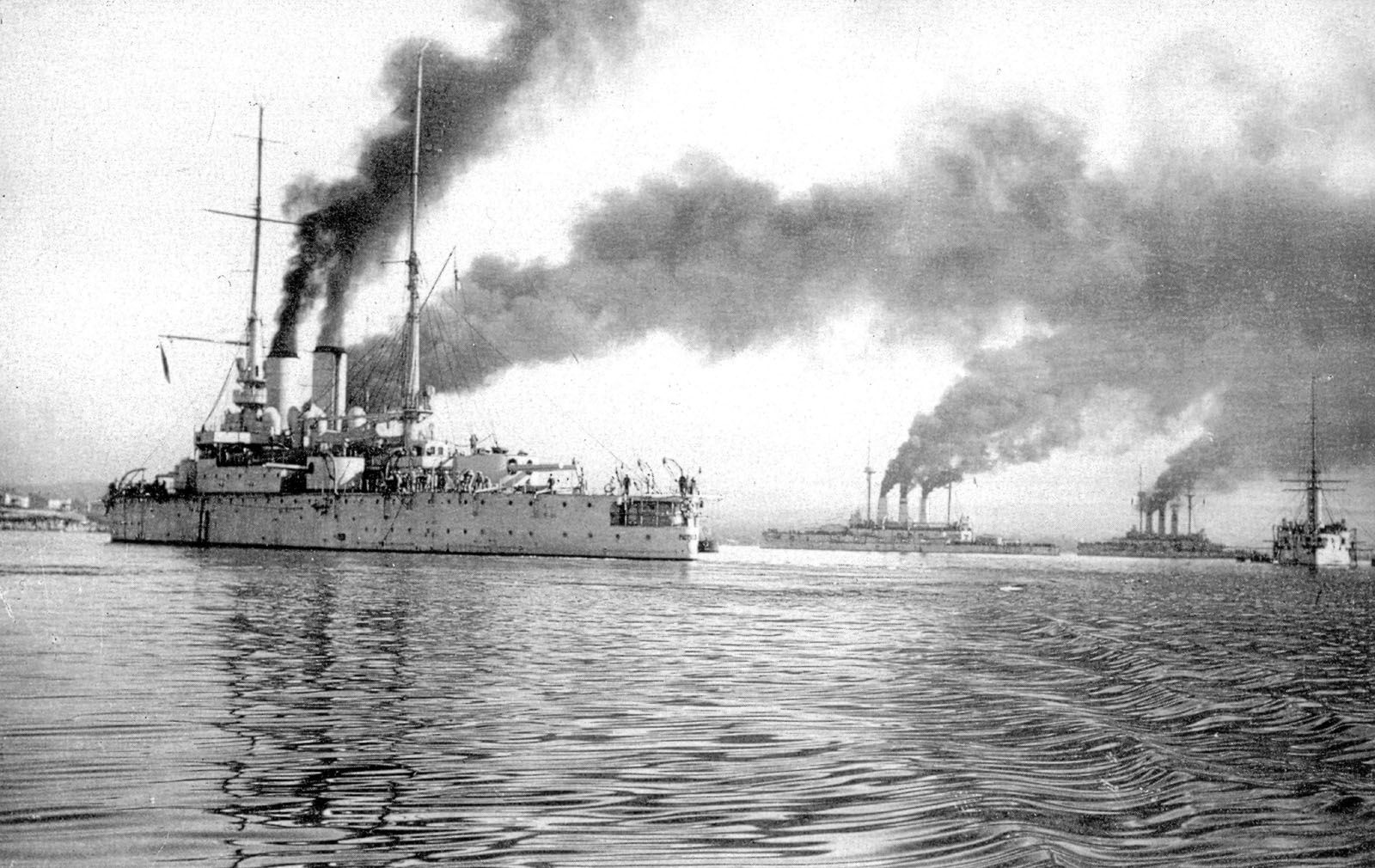
Linienschiffbrigade der Schwarzmeerflotte 1910, vorn links Rostislaw

Vom 1. Mai 1900 bis zum 1. Januar 1903 stand das Schiff unter dem Kommando von Großfürst Alexander Michailowitsch Romanow. Im Jahre 1905 nahm das Schlachtschiff an der Niederschlagung der Meuterei der Schwarzmeerflotte teil, insbesondere an der Beschießung des Kreuzers Otschakow (Очаков). Am 10. Oktober 1907 wurde die Rostislaw als Linienschiff neu eingestuft. Im Mai 1909 rammte und versenkte die Rostislaw in der Hafenzufahrt von Sewastopol das U-Boot Kambala («Камбала»). Der Wachoffizier des Linienschiffes, Leutnant Aquilonow, wurde als Schuldiger erkannt.
Die Rostislaw nahm am Ersten Weltkrieg teil. Sie beteiligte sich an der Beschießung der türkischen Küste und der Blockade türkischer Seehäfen sowie an der Ezrumer Operation vom 10. Januar bis 14. Februar 1916 und an der Trapezunter Operation vom 5. Februar bis 18. April 1916 sowie an der Verteidigung Constanțas im Oktober 1916.
Am 8. Januar 1918 wurde das Schiff in den Bestand der Roten Schwarzmeerflotte übernommen. Während des Bürgerkrieges war die Rostislaw an der Errichtung der Sowjetmacht in Odessa von Januar bis März 1918 beteiligt. Von März 1918 an befand sich das Schiff im Seekriegshafen von Odessa, wo es am 1. Mai 1918 von den deutschen Besatzern übernommen wurde. Am 24. November 1918 ging es in den Besitz der anglo-französischen Interventionsstreitkräfte über. Vom 22. bis 24. April 1919 wurde es auf Befehl der britischen Befehlshaber teilweise abgerüstet und außer Dienst gestellt. Am 24. April wurde das Schiff von Verbänden der Ukrainischen Front der Roten Arbeiter- und Bauernarmee übernommen, um am 24. Juni des Jahres wieder in den Besitz der Weißgardisten überzugehen. Von diesen wurde es als Blockschiff im Bestand der Flotte Südrusslands geführt. Im November 1920 wurde das Schiff bei Jenikale zur Blockade der Straße von Kertsch versenkt. 1930 wurden von der EPRON (ЭПРОН) Teile der Bewaffnung und Ausrüstung gehoben.